# Зоран Милутиновић (фудбалер)
Зоран Милутиновић (Приједор, 1. марта 1988) босанскохерцеговачки је фудбалер. Тренутно наступа за бањалучки Борац.

## Каријера
Као рођени Приједорчанин, Милутиновић је прошао млађе селекције локалног Рудара. Своју сениорску каријеру започео у редовима чешког Прибрама, после чега је једну сезону провео у дресу Лакташа. У чешку се поново вратио 2009, када је приступио прашкој Славији. Први део такмичарске 2010/11. провео је на позајмици у друголигашу Хлучину. Касније је прикључен првој екипи и под уговором остао до краја 2012. године. Краћи период провео је у словеначком Алуминијуму, а почетком 2013. вратио се у матични Рудар из Приједора. Након 11 првенствених сусрета, на којима се једном уписао у листу стрелаца, Милутиновић је лета исте године отишао на пробу у београдску Црвену звезду, где је тренирао заједно са још неколико играча са истим статусом. Како у том клубу није добио уговор, отишао је у Интер из Запрешића, а после годину дана приступио је Тирнавосу из истоименог града у Грчкој. У октобру 2015. поново се вратио у састав Рудара из Приједора. Годину и по дана наступао је за екипу Крупе, док је почетком 2018. године потписао за Вождовац. Годину дана касније прешао је у бањалучки Борац, са којим је освојио наслов шампиона Прве лиге Републике Српске за такмичарску 2018/19. и изборио пласман у Премијеру лигу Босне и Херцеговине.

## Репрезентација
Лета 2009. године, Милутиновић се нашао на списку селектора младе репрезентације Босне и Херцеговине, Бранимира Тулића, за пријатељски сусрет против одговарајуће екипе Словеније, у Горици, 11. августа исте године. У том узрасту, Милутиновић је забележио укупно два наступа.

## Трофеји и награде
Борац Бања Лука
- Прва лига Републике Српске : 2018/19.[18]